# Leif Wikström
Leif Gordon Wikström (Lysekil, 18 augustus 1918 – aldaar, 27 januari 1991) was een Zweeds zeiler.
Wikström won in 1956 de olympische gouden medaille in de Drakenklasse.

## Olympische Zomerspelen
| Jaar | Plaats    | Resultaten   |
| ---- | --------- | ------------ |
| 1956 | Melbourne | Drakenklasse |

1948: Hakon Barfod / Sigve Lie / Thor Thorvaldsen ·
1952: Hakon Barfod / Sigve Lie / Thor Thorvaldsen ·
1956: Folke Bohlin / Bengt Palmquist / Leif Wikström ·
1960: Odysseus Eskitzoglou / Constantijn van Griekenland / Georgios Zaimis ·
1964: Ole Berntsen / Christian von Bülow / Ole Poulsen ·
1968: George Friedrichs / Barton Jahncke / Gerald Schreck ·
1972: Thomas Anderson / John Cuneo / John Shaw